# Seznam olympijských medailistů v pólu
Pólo bylo jako olympijský sport zařazeno na program olympijských her 1900, 1908, 1920, 1924 a naposled na olympijských hrách 1936. Dnes v seznamu olympijských sportů není.
| Rok      | Zlato                                          | Stříbro                                 | Bronz                          |
| -------- | ---------------------------------------------- | --------------------------------------- | ------------------------------ |
| LOH 1900 | · Velká Británie (GBR) (Foxhunters Hurlingham) | · Velká Británie (GBR) (Blo Club Rugby) | · Francie (FRA)                |
| LOH 1908 | · Velká Británie (GBR) (Roehampton)            | · Velká Británie (GBR) (Hurlingham)     | · Velká Británie (GBR) (Irsko) |
| LOH 1920 | · Velká Británie (GBR)                         | · Španělsko (ESP)                       | · Spojené státy americké (USA) |
| LOH 1924 | · Argentina (ARG)                              | · Spojené státy americké (USA)          | · Velká Británie (GBR)         |
| LOH 1936 | · Argentina (ARG)                              | · Velká Británie (GBR)                  | · Mexiko (MEX)                 |